# Viticulture en Algérie

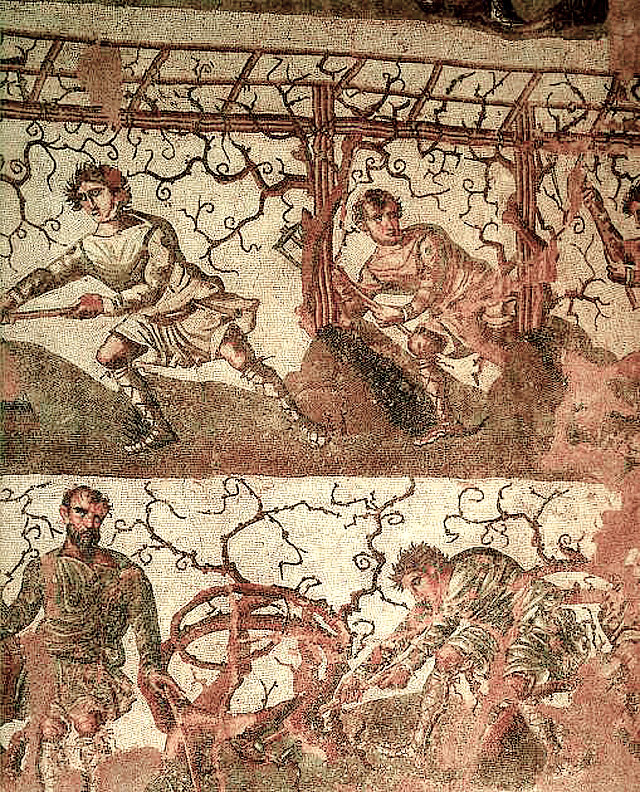
Mosaïque romaine de la série des travaux des champs exposée au musée public national de Cherchell.

La viticulture en Algérie remonte à l'Antiquité et particulièrement à la colonisation phénicienne puis romaine.
À l'époque de la colonisation française et des départements français d’Algérie, le vignoble de l'Algérie a atteint 396 000 hectares pour une production annuelle de vin allant jusqu'à 18 millions d'hectolitres. 
En 2022, d'après les données de l'Organisation internationale de la vigne et du vin, l'Algérie s'est positionnée comme le 43ème producteur de vin au monde, et 216ème pays consommateur au monde.

## Histoire

### De la préhistoire auXVIIIesiècle

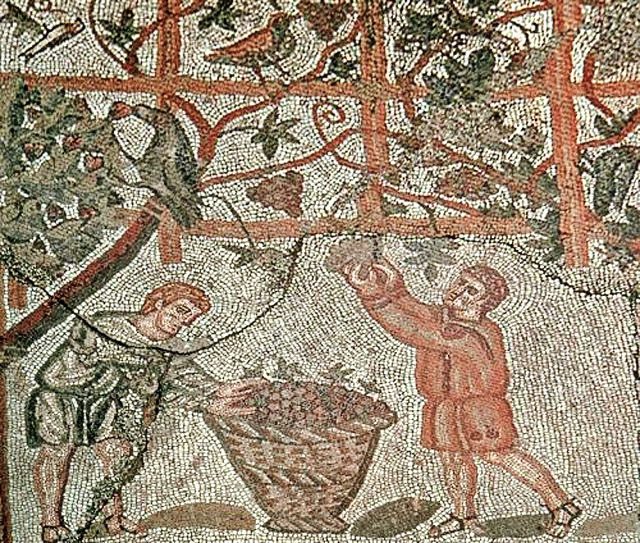
Vendange à Cherchell sur une vigne en pergola.

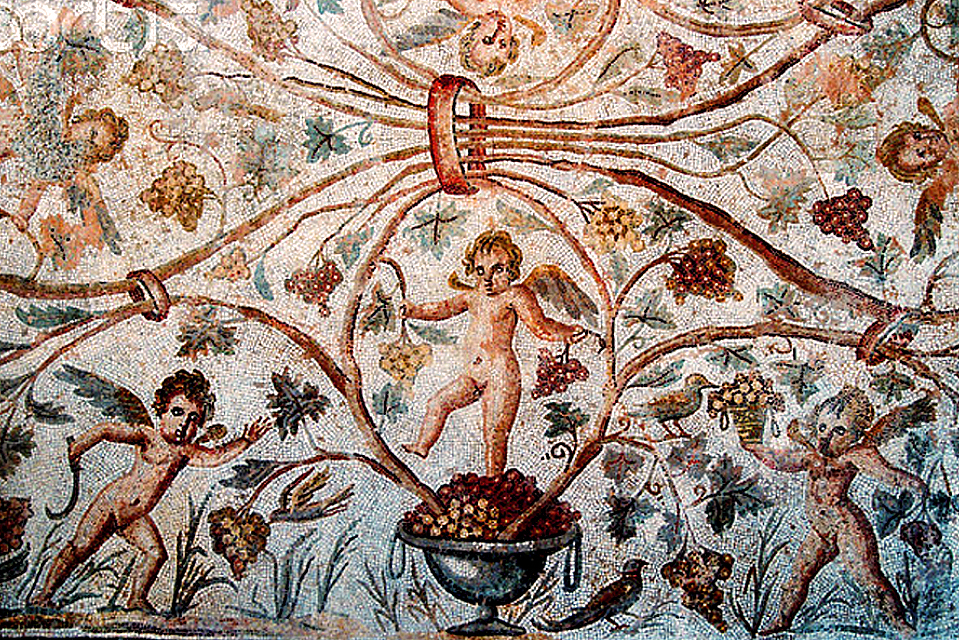
Les Amours vendangeurs, mosaïque du musée d'Hippone.

La vigne sauvage (lambrusque) a prospéré dans les collines du littoral où elle poussait en hautain le long des arbres. Elle produisait des petits grains qui furent consommés frais ou séchés par les Berbères. 
Cette vitis vinifera silvestris se maria aux plants de vitis vinifera sativa importés par les Carthaginois au Cap Bon et dans leurs comptoirs côtiers. Ces nouvelles variétés furent à la base d'un encépagement indigène qui a perduré dans les raisins de table. La colonisation romaine fit de la future Algérie le grenier à blé de l'Empire mais la culture de la vigne ne fut pas absente des cités comme Césarée de Maurétanie (Cherchell), Hippone (Annaba) ou Cuicul (Djemila). Nombre de mosaïques en attestent.
Au VIIe siècle, l'invasion arabe mit à mal la viticulture de cuve qui céda officiellement la place à celle des raisins de table. Mais dans certaines tribus berbères où l'Islam eut du mal à s'implanter, des vignobles continuèrent à fournir des vendanges à la vinification. Paul Birebent explique : « De nombreux voyageurs racontent avoir trouvé dans les fondouks des vins de dattes, de miel et de raisins secs et un vin très doux obtenu à partir de raisins bouillis et fermentés ». 
De leur côté, les juifs continuaient à vinifier le vin casher. Les Espagnols, s'installant en Oranie, y relancèrent la culture de la vigne. De plus, une clientèle existait sur place pour ces vins locaux. Elle allait des janissaires turcs aux esclaves chrétiens, des Espagnols des presidios aux membres des consulats, des négociants européens aux équipages des navires marchands sans compter la consommation, plus ou moins clandestine, de la part d'habitants de la Régence d'Alger.

### XIXesiècle
La régence d'Alger, en 1830, cultivait quelques parcelles de vignes dont la superficie n'excédait pas 2 000 hectares. Ce fut le maréchal Clauzel qui, en 1836, ouvrit à la colonisation des terres autour de Boufarik. Cette tentative échoua avec l'insurrection de 1839. À son arrivée à Alger le 22 février 1841, son successeur, le maréchal Bugeaud fit part de sa volonté de poursuivre.
Les premiers colons semèrent des céréales, culture demandant peu d'investissements. Le vin, de qualité médiocre, provenait soit de France soit d'Espagne. Le maréchal Bugeaud considéra que la viticulture en Algérie devait être autorisée pour « l'usage de la table et le raisin sec ». Dès 1841, il chargea la Société des agriculteurs d'Algérie de développer un vignoble. 
Les débuts furent lents. En 1851, dans 41 centres de colonisation en Oranie, des plants de vigne venus de France furent mis à la disposition de chaque colon. Leur reprise fut un échec. En 1853, le comte Randon, gouverneur général, fit planter un demi hectare de vigne dans l'enceinte du pénitencier de Berrouaghia   dans le sud algérois  . 

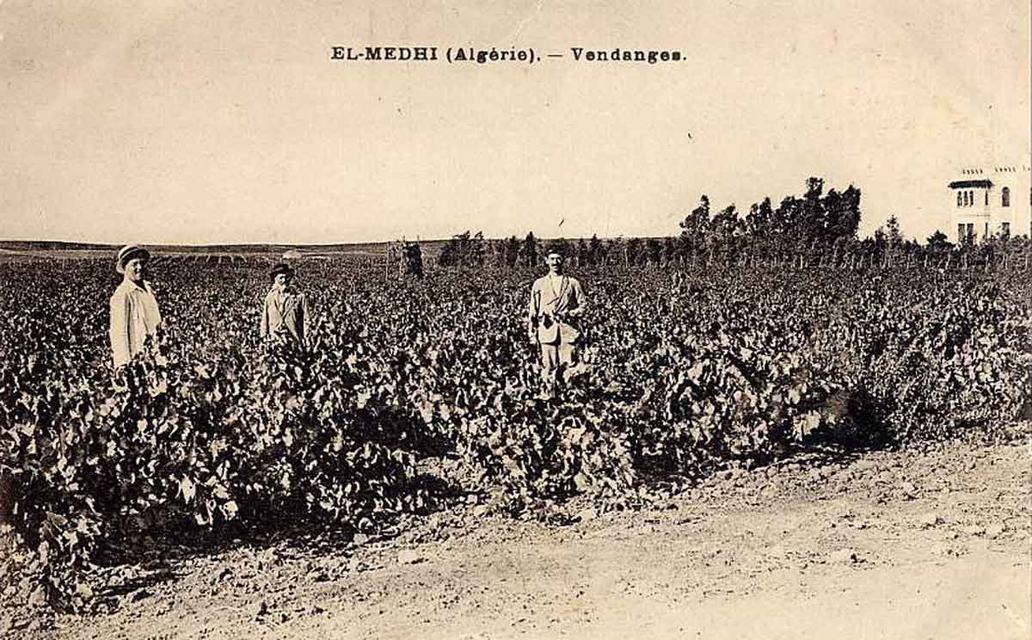
Vendanges à El-Medhi.

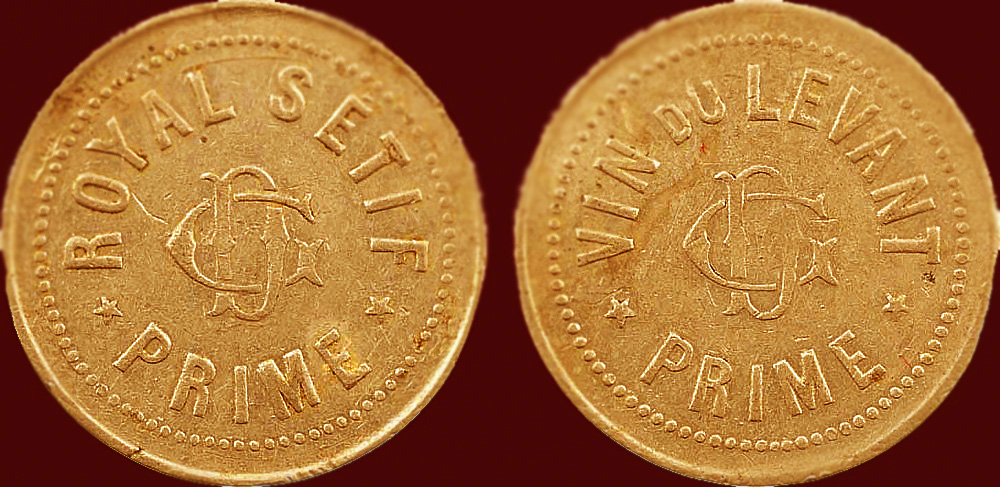
Vin du Levant, jeton du Royal Sétif vers 1875.

En 1861, le maréchal Pélissier, nouveau gouverneur général, fit ouvrir deux domaines viticoles près d'Alger, le premier à Birkhadem, le second à Bir Mourad Raïs et ce dernier prospéra. Les plants purent être multipliés et leurs boutures constituer l'embryon du premier vignoble algérien qui s'étendit sur 6 500 hectares. En 1868, Mgr Lavigerie fait planter de vignes le domaine d'Oulid Adda à Maison-Carrée. Au départ la production est confidentielle, servant au vin de messe, mais elle atteint 50 000 hectolitres par an dans les années 1930, avec ses fameux vins des coteaux de l'Harrach. À partir de 1875, alors que le phylloxéra détruisait le vignoble français et européen, l'Algérie fut considérée comme la terre promise. Le général Chanzy, gouverneur général de l'Algérie, fut avisé que « avec le phylloxéra en France, si l'Algérie a la volonté et la prudence de l'éviter, c'est l'Algérie qui bientôt, appelant à son aide un certain nombre de vignerons, remplira les cuves de France ». Celui-ci, en 1877, déclarait : « On devrait attirer en Algérie par l'appât de cette culture, à laquelle elles sont habituées, une partie des populations qui, en France, ont été cruellement atteintes par le phylloxéra ». 
À partir de 1880, tout changea avec la venue de viticulteurs de l'Hérault, du Gard, du Tarn et de l'Aude, qui furent installés dans les plaines du Tell et les coteaux du littoral. Ils transformèrent l'économie agricole du pays en plantant 125 000 hectares de vignes. En Algérie et pour un siècle, le vin devenait le premier revenu, sa production étant assurée d'un écoulement facile puisque la loi du 11 janvier 1851 accordait l'entrée en franchise de tous ses produits agricoles sur le territoire métropolitain.

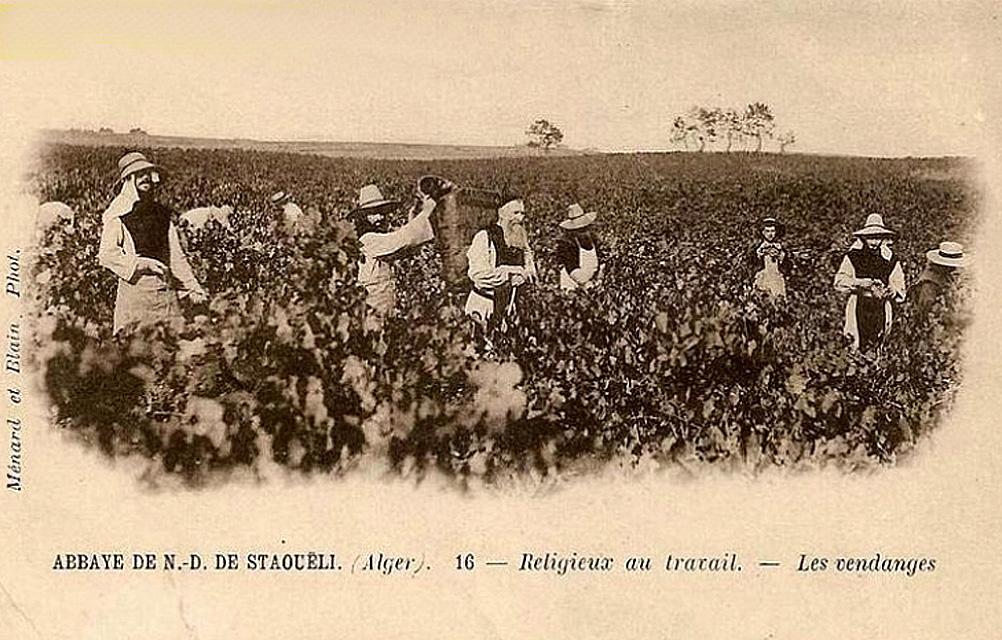
Vendanges à l'abbaye Notre-Dame de Staouëli.

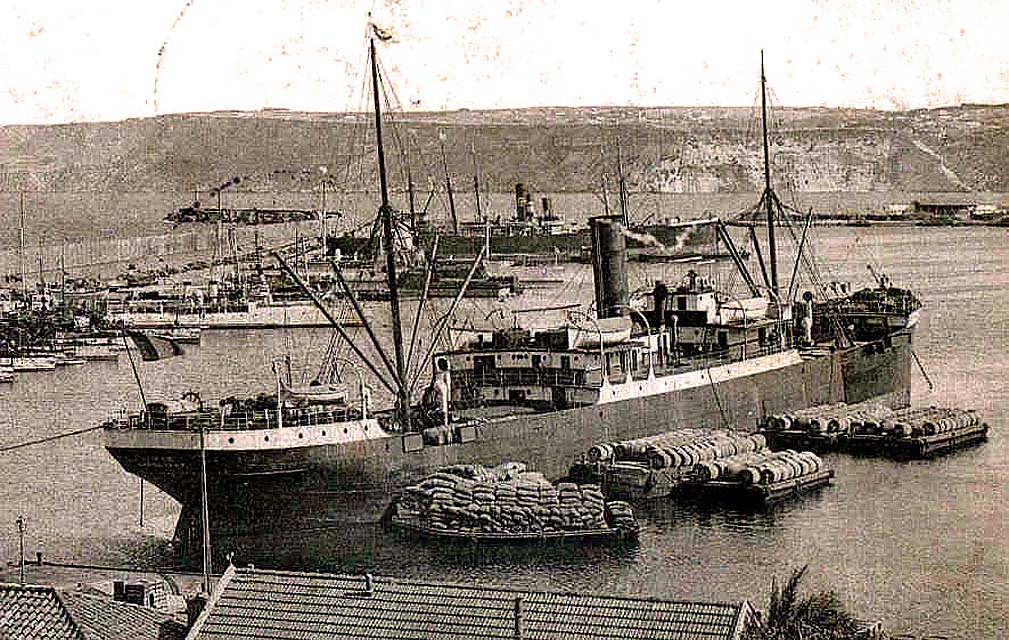
Le Vesper chargeant des fûts, en 1898, dans le port d'Oran.

La Banque de l'Algérie fournit aux colons les fonds nécessaires pour créer ces vignobles et financer leurs équipements mais elle peinait à se faire rembourser aux échéances. La Banque ayant accepté un trop lourd fardeau, elle ne put même plus satisfaire les énormes besoins de crédit.
D'autant que la présence du phylloxéra fut détectée en Algérie et que le vignoble français se reconstituait. De plus le négoce réclamait des vins de haut degré dont la production était encore mal maîtrisée. Ainsi en 1885, les vins algériens qui s'étaient vendus jusqu'à 35 francs l'hectolitre ne trouvaient plus acquéreur qu'à 11 ou 10 francs.
Durant cette même année, la Banque de l'Algérie interrompit ses prêts aux agriculteurs. Le directeur fut démis. Le 15 novembre 1886, le nouveau directeur, Nelson Chierico, saluait comme « une innovation hardie » le crédit à l'agriculture, tout en constatant qu'avaient été « quelquefois perdues de vue les limites permises, peut-être oubliées les règles de prudence. ».

### Première moitié duXXesiècle

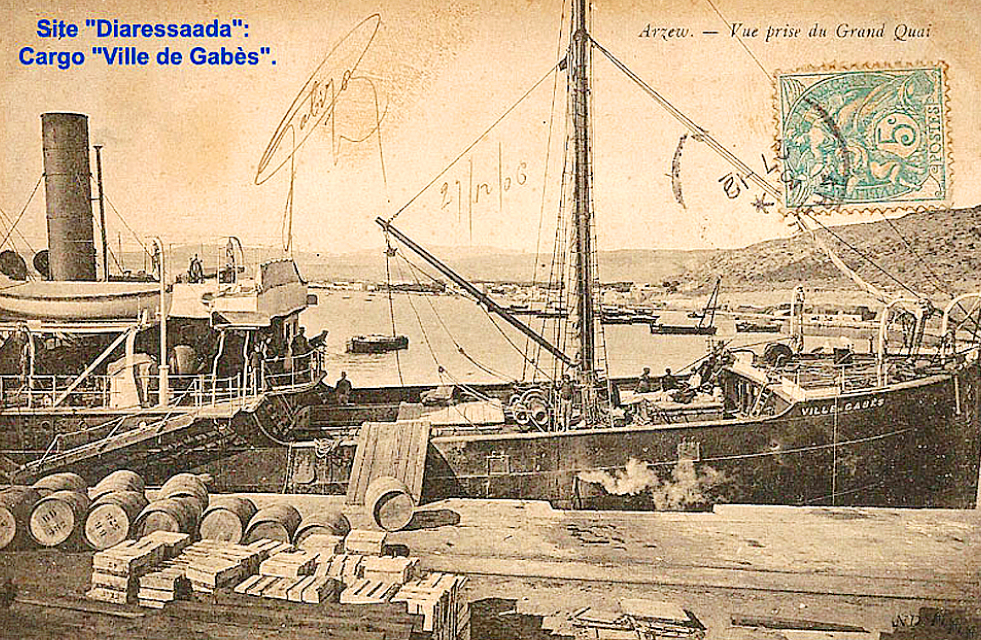
Chargement des fûts sur le Ville de Gabès à Arzew.

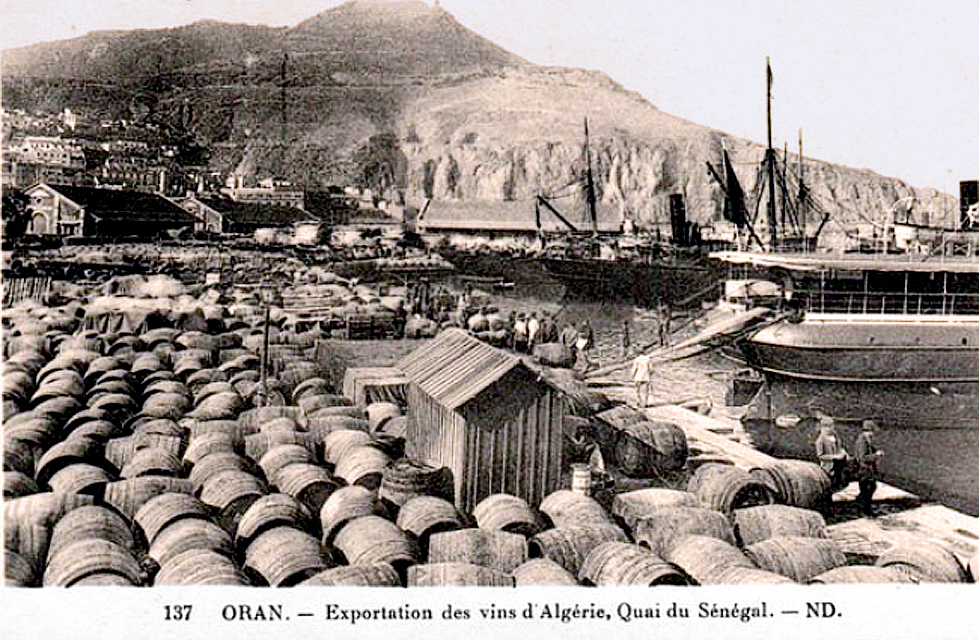
Chargement de vins dans le port d’Oran à destination de la France.

L'application de la loi du 28 juillet 1886 permit de juguler les dégâts et de commencer à replanter sur des porte-greffes. En 1903, aux entrepôts de Bercy, « les cours des vins algériens, satisfaction suprême, dépassent pour la première fois ceux du midi ». Car en France on n'hésitait pas à « faire pisser la vigne ». Après la crise du phylloxéra, le vignoble de l'Île-de-France disparu, seuls les vignobles méridionaux pouvaient s'y substituer grâce aux chemins de fer. Le négoce français avait besoin de vin quelle qu'en soit la qualité. 
L'État favorisa des importations et l'afflux des vins d'Algérie qui servaient au coupage des vins de la métropole médiocres pour en augmenter le degré. Cette pratique fut lourde de conséquences et induisit une surproduction. Il fallait du volume. La demande accrue des vins algériens fit que la production passât de 5 000 000 hectolitres en 1900 à 8 000 000 en 1904. En 1905, la France en importait 4 750 000 hectolitres. 

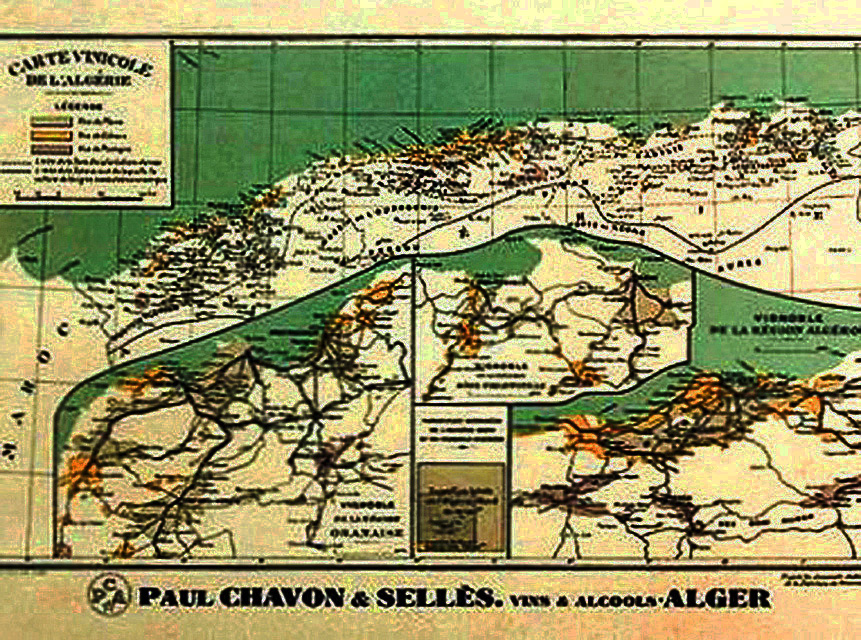
Carte vinicole de l'Algérie.

Cette même année, le marasme économique dans lequel était englué la viticulture du Languedoc-Roussillon déclencha une manifestation qui rassemblait 15 000 personnes à Béziers,. Un certain Marcelin Albert lança alors sa « pétition de 1905 », qui recueillit quatre cents signatures : « Les sous-signés décident de poursuivre leurs justes revendications jusqu’au bout, de se mettre en grève contre l'impôt, de demander la démission de tous les corps élus et engagent toutes les communes du Midi et de l'Algérie à suivre leur exemple aux cris de Vive le vin naturel ! À bas les empoisonneurs ! »
Au plus fort de la crise viticole en Languedoc, le 9 juin 1907, alors que 600 000 manifestants investissaient Montpellier, près de 50 000 personnes défilèrent dans les rues d'Alger pour soutenir leurs collègues viticulteurs en France.

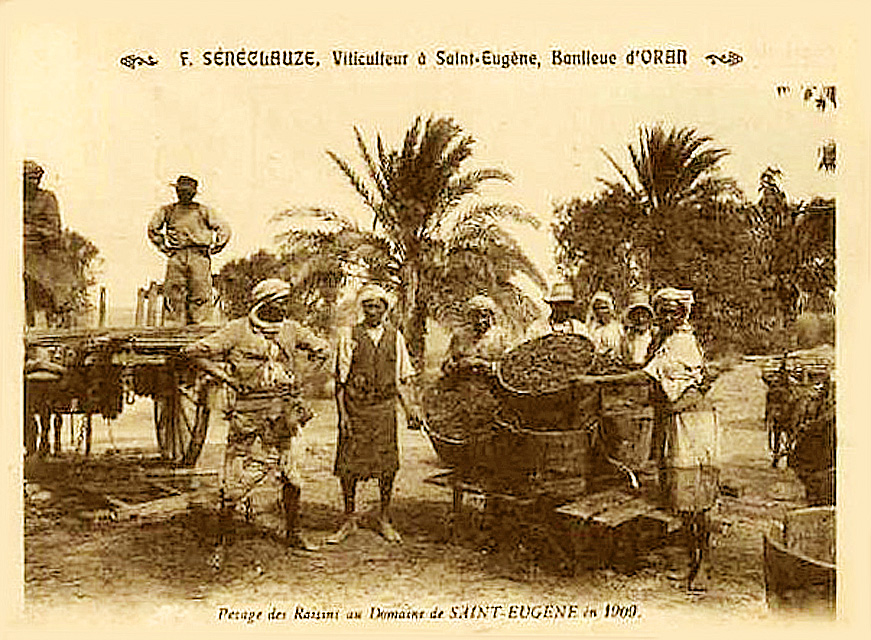
Pesage de la vendange, en 1909, à Oran.

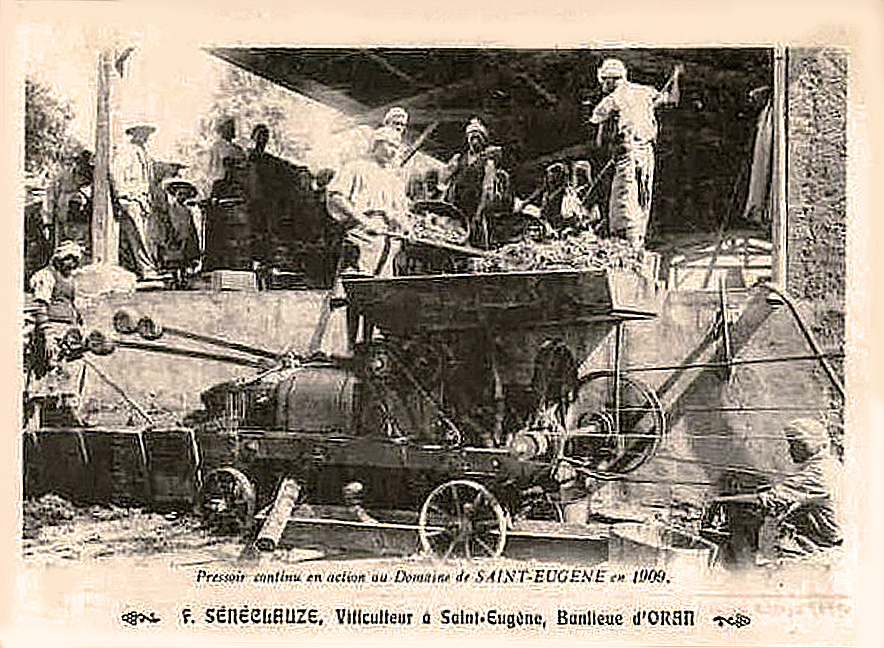
Pressurage de la vendange, en 1909, à Oran.

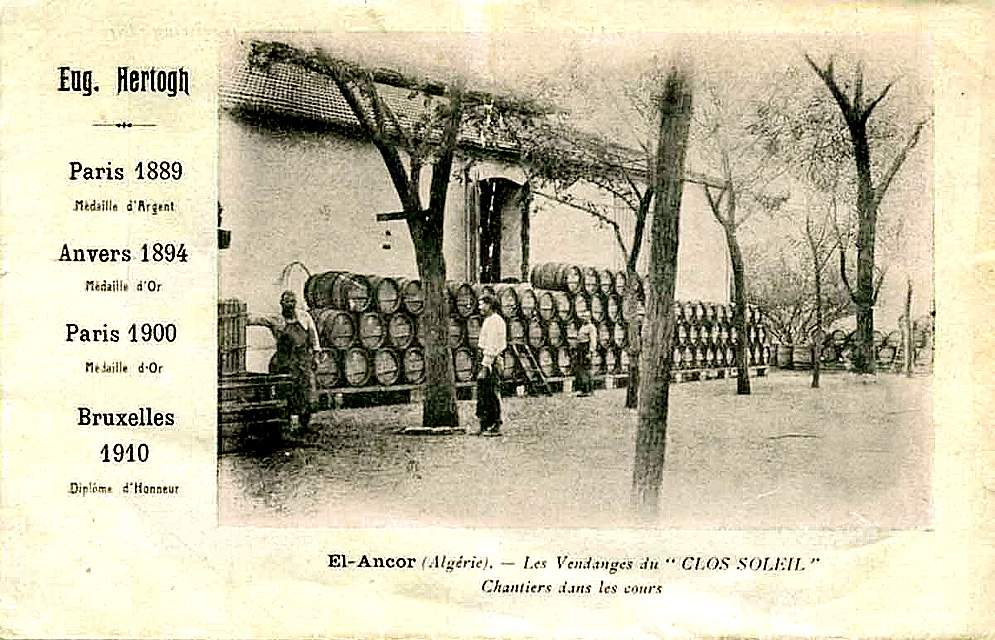
Domaine du Clos du Soleil à El Ançor et ses récompenses internationales.

Mais poussée par une demande accrue, la reconstitution du vignoble lui permit de couvrir 150 000 hectares en 1914. Dès la fin de la Première Guerre mondiale, la progression se poursuivit et en 1918 les vignes avaient conquis 171 723 hectares.
La viticulture métropolitaine s'inquiétait, ce qui entraîna en 1929 le dépôt de deux propositions de loi. La première proposait le contingentement des importations, la seconde demandait la limitation des plantations. Ces propositions eurent pour effet d'inciter les colons d'Algérie à développer leurs vignobles afin de placer les services publics devant le fait accompli.
Au Concours général agricole de 1930, des jurés avouèrent leur incapacité à faire la différence entre certains vins algériens et des crus de bordeaux. La cave coopérative de Boufarik vinifiait 60 000 hectolitres et envisageait d'augmenter son potentiel. Le vignoble de la Mitidja recouvrait toute la surface agricole. À Alger et Oran, les docks accueillaient des fûts en continu.
En 1935, le vignoble d'Algérie couvrait 396 000 hectares et sa production frisait les 18 000 000 d'hectolitres. La métropole en importait 98 %. En 1936, il s'étendait sur 399 447 hectares, ce fut son summum.
Si la culture et le commerce du vin algérien représentent une partie importante des échanges entre les DOM d’Algérie et la métropole (en 1958, 22 % des importations coloniales sont constituées par le vin algérien), ce commerce se fait largement aux dépens de la métropole, car l'Algérie n'est pas un fournisseur de vin à bon compte, mais voit ses produits achetés le plus souvent bien au-dessus des cours mondiaux. Ainsi, à qualité égale le prix est alors 75 % plus élevé que celui du vin grec, espagnol ou portugais.

Étiquettes de vin de la période coloniale
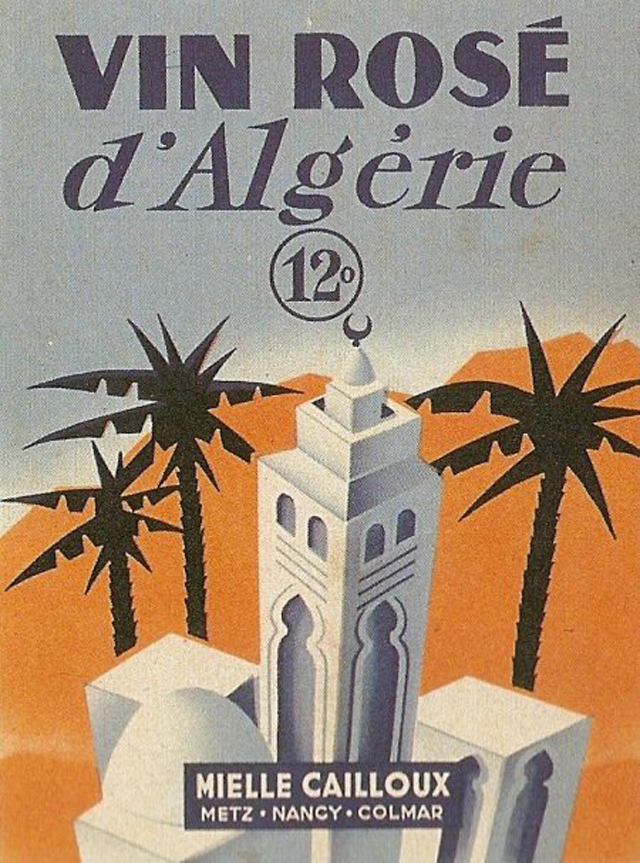
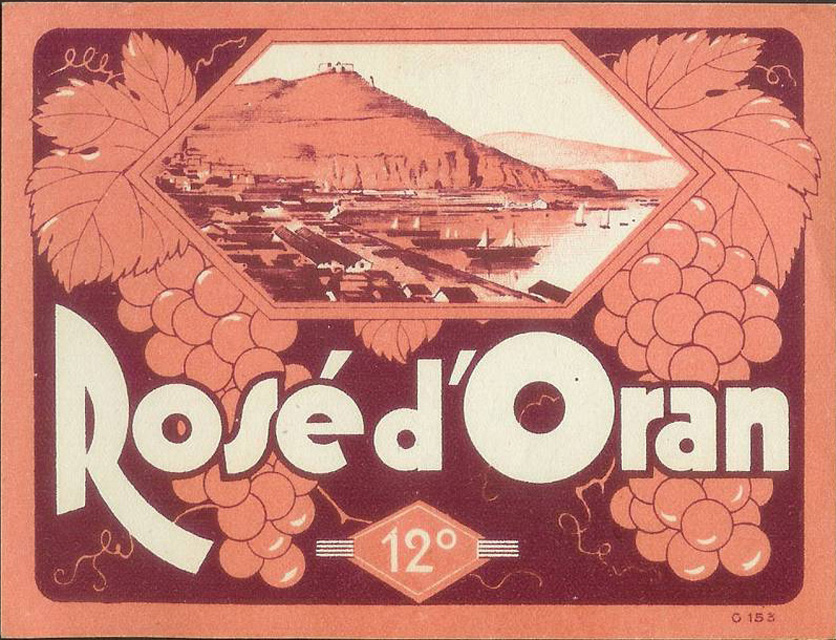
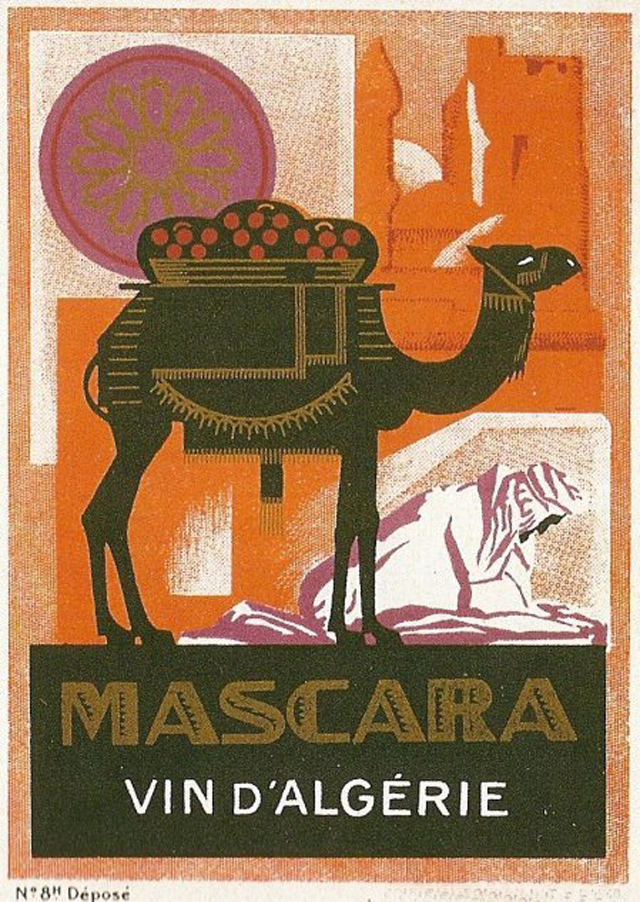
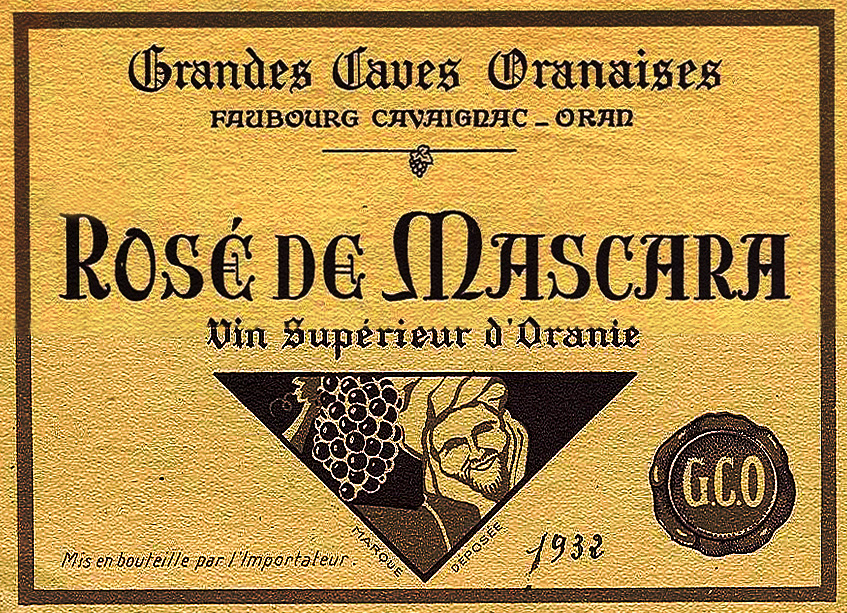
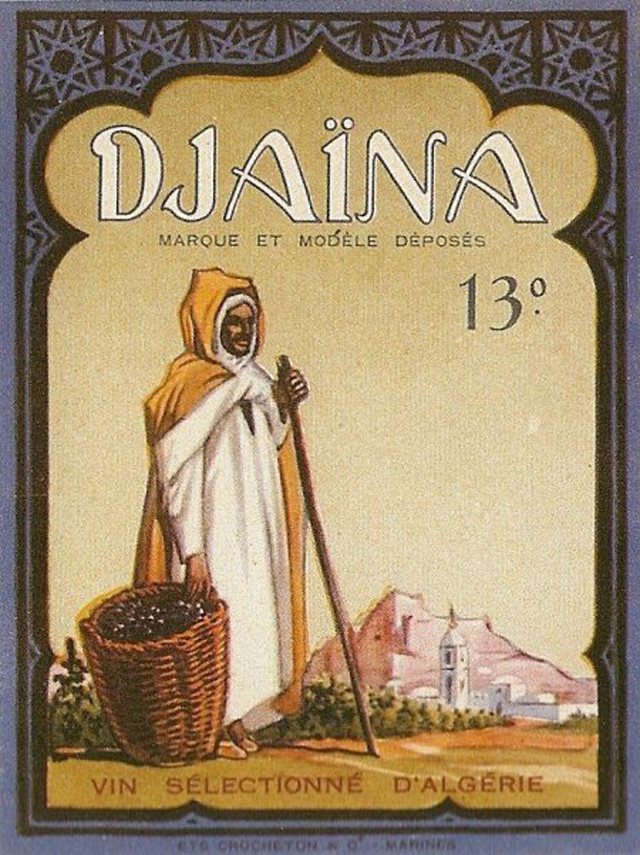

### Le vignoble après l'indépendance
Dans les années 1950, la vigne s'était stabilisée à 380 000 hectares pour une production de 16 000 000 hectolitres. Après l'indépendance en 1962, l'économie vinicole fut bouleversée. Le blocage des vins d'Afrique du Nord en France et l'absence d'un marché intérieur incitèrent le gouvernement algérien à se tourner vers les pays de l'Est. Ahmed Ben Bella choisit une société française pour y placer 3 millions d'hectolitres de vin. C'est Jean-Baptiste Doumeng, le « milliardaire rouge », et son groupe Interagra qui furent chargés de cette commercialisation.
Au début des années 1970, au cours de la crise diplomatique qui accompagne la nationalisation des hydrocarbures, la France menace de ne plus acheter de vin algérien, alors que celui-ci est encore la deuxième source de revenus en devises pour le Trésor public. Par colère, Houari Boumédiène décide l'arrachage de milliers d’hectares de vignobles. Une décision qui aura des répercussions tant sur le plan économique que pour l'écologie, « les vignes freinant considérablement l’érosion des collines ». Dans les années 2000, des plantations reprennent, notamment dans la région d'Aïn Témouchent, qui tend à devenir le centre viticole de l'Algérie. Les grands crus, encore appréciés jusque dans les années 1980, tendent à perdre de leur spécificité.

## Climatologie
Toute la côte algérienne bénéficie d'un climat méditerranéen ,. Elle est connue par ses longs étés chauds et secs. Les hivers sont doux et humides, la neige est rare mais pas impossible. Les pluies sont abondantes et peuvent être diluviennes. Il fait généralement chaud surtout de la mi-juillet à la mi-août
| Mois                                | jan. | fév. | mars | avril | mai  | juin | jui. | août | sep. | oct. | nov. | déc. | année |
| ----------------------------------- | ---- | ---- | ---- | ----- | ---- | ---- | ---- | ---- | ---- | ---- | ---- | ---- | ----- |
| Température minimale moyenne (°C)   | 7    | 8    | 9    | 9     | 12   | 15   | 17   | 19   | 14   | 11   | 6    | 7    | 11,5  |
| Température maximale moyenne (°C)   | 16   | 17   | 18   | 20    | 23   | 26   | 27   | 29   | 26   | 23   | 16   | 16   | 17,2  |
| Record de froid (°C)                | −11  | −8   | −5   | 3,8   | 3,8  | 9,4  | 13,4 | 13,8 | 11,6 | 7,2  | −4   | −10  | −9    |
| Record de chaleur (°C)              | 24,4 | 30   | 28,8 | 37,2  | 41,2 | 41,6 | 41,1 | 47,2 | 44,4 | 37,7 | 31,1 | 29,1 | 47,2  |
| Précipitations (mm)                 | 112  | 84   | 74   | 41    | 46   | 15   | 1    | 5    | 41   | 79   | 130  | 137  | 764   |
| Nombre de jours avec précipitations | 12   | 8    | 5    | 6     | 3    | 3    | 2    | 2    | 3,2  | 2    | 10   | 14   | 70    |

| Diagramme climatique                                  |       |       |       |        |      |       |       |        |        |        |        |
| J                                                     | F     | M     | A     | M      | J    | J     | A     | S      | O      | N      | D      |
| 167112                                                | 17884 | 18974 | 20941 | 231246 | 2615 | 27171 | 29195 | 261441 | 231179 | 166130 | 167137 |
| Moyennes : • Temp. maxi et mini °C • Précipitation mm |       |       |       |        |      |       |       |        |        |        |        |

## Vignoble

### Encépagement
À la fin des années 1950, si l'encépagement du vignoble était constitué majoritairement de carignan et de cinsault, des essais avec des cépages moins productifs mais plus qualitatifs avaient été entrepris. De plus, le professeur Vivet, mettait à la disposition des professionnels (viticulteur et pépiniériste viticole) des greffés soudés sur 41 B, Rupestris du Lot, 3309, etc.
Sous son impulsion, des porte-greffes spécifiques furent sélectionnés. Ses travaux furent poursuivis par le professeur Aldebert, de l'Institut agricole de Maison-Carrée. Leur objectif était la suppression des cépages prohibés et l'introduction de cépages qualitatifs comme le cabernet, la syrah, le grenache, le pinot. 
L'encépagement en cépages de cuve était constitué par le carignan, le cinsault, l'alicante-Bouschet, le mourvèdre, pour les rouges et les rosés, et le morastel et le merseguerra pour les blancs. Pour les raisins de table, dominaient les muscats, le dattier de Beyrouth, la sultanine, l'Ahmeur Bou Ameur et le Tizourine Bou Afraraet, raisins kabyles à gros grains fermes.

#### Cépages de cuve

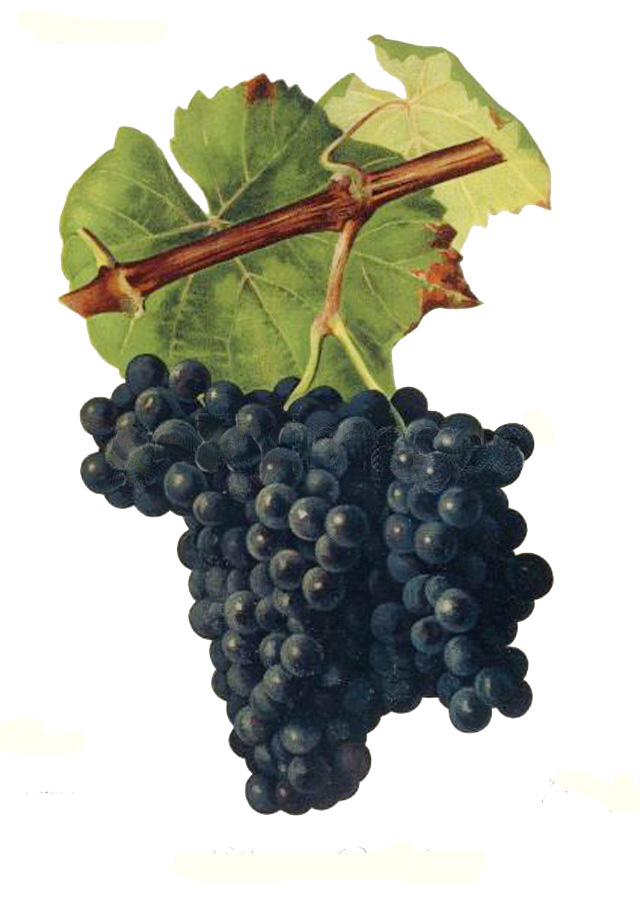
Alicante Bouschet.

- Aïn el lelb
- Alicante
- Alicante Bouschet
- Aramon
- Carignan, plant d'Espagne
- Cinsault
- Clairette
- Farhana ou Tizi Czaoua
- Grenache
- Merseguera
- Mourvèdre
- Ugni blanc

#### Cépages de table

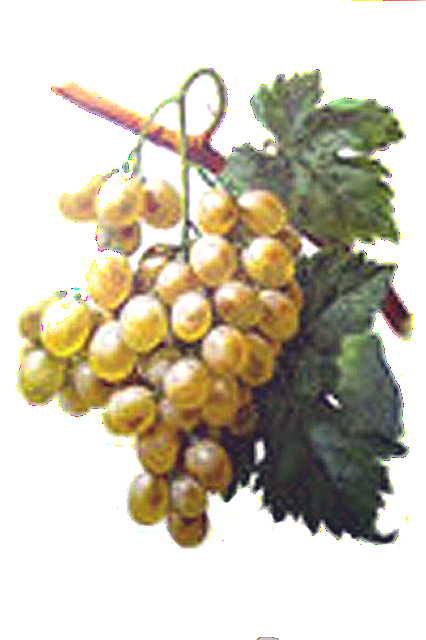
Aïn Amokrane B, dit plant de Dellys.

- Adari blanc
- Aïn Amokrane, plant de Dellys
- Akkacha
- Bezoul-el-Kelba
- Chasselas
- Courchi
- Ferrani
- Liada
- Sizet-el-Maza-el-Abiod

### Méthode culturales et réglementaires
À la fin des années 1950, le rendement moyen du vignoble algérien était en pleine évolution. Il passa de 43 hl/ha en 1957 à 39 hl/ha en 1958 pour atteindre 53,19 hl/ha en 1959. Cette dernière année se situait dans le trio de tête des années à plus fort rendement depuis les années 1930. Seules avaient plus produit 1934 avec un rendement de 57 hl/ha et 1938 avec 54 hl/ha. 
Depuis 1939, chacun des trois départements avait des rendements en forte augmentation. Dans l'Algérois ils étaient passés de 50 hl/ha à 72, dans l'Oranais de 43 hl/ha à 47 et dans le Constantinois de 46 hl/ha à 48.

### Vinification
C'est l'ensemble des opérations nécessaires à la transformation du moût (nom du jus de raisin) et à l'élaboration du vin. Certaines de ces opérations sont nécessaires, telle la fermentation alcoolique, et d'autres permettent d'affiner le profil du vin, tant au niveau aromatique (olfactif) que gustatif (goûts).

#### Vinification en rouge
La vinification en rouge consiste à faire un pressurage après le commencement de la fermentation. Pendant toute cette phase, le moût est en contact avec les matières solides de la vendange. Celles-ci sont très riches en tanins, matières colorantes, odorantes, minérales et azotées. Ces substances vont alors se dissoudre plus ou moins dans le moût et se retrouver dans le vin. 
C'est la cuvaison pendant laquelle les sucres se transforment en alcool (fermentation alcoolique) et le jus se voit enrichi par les composants du moût. Plus la macération est longue, plus la coloration du vin sera intense. Se disolvent également les tanins, leur taux étant aussi fonction du temps de la cuvaison. Plus elle est longue, plus les vins seront aptes à vieillir. Durant cette phase se produit une forte élévation de la température. Celle-ci est de plus en plus contrôlée par la technique de maîtrise des températures.

#### Vinification en blanc
Dans la vinification en blanc la fermentation se déroule en dehors de tout contact avec les parties solides de la vendange (pépins, peaux du raisin, rafles). Ce qui explique que l'on peut faire indifféremment du blanc à partir de cépages blancs et rouges. C'est le cas du Champagne. Le but de cette vinification est de faire ressortir le maximum des arômes contenus d'abord dans le raisin, ensuite en cours de fermentation, enfin lors du vieillissement. 
L'extraction du jus et sa séparation des parties solides peuvent être précédés par un éraflage, un foulage et un égouttage, pour passer ensuite au pressurage. Mais ces phases sont évités par nombre de vinificateurs pour éviter l'augmentation des bourbes. Le choix se porte sur une extraction progressive du jus puis un débourbage qui permet d'éliminer toute particule en suspension. Là aussi, encore plus que pour une vinification en rouge, s'impose la maîtrise des températures lors de la fermentation alcoolique. Elle se déroule entre 18 et 20 °C et dure entre 8 et 30 jours selon le type de vin désiré.

#### Vinification en rosé
La vinification en rosé se produit par macération, limitée dans le temps, de cépages à pellicule noire avec possible ajout de cépages blancs. Le vin rosé n'a pas de définition légale. Mais ses techniques de vinification sont très strictes et n'autorisent en rien en Europe le mélange de vin rouge et blanc. La première se fait par saignée. C'est le jus qui s'égoutte sous le poids de la vendange - entre 20 et 25 % - et qui va macérer durant 3 à 24 heures. La seconde est le pressurage. Une vendange bien mûre pourra colorer le jus et sa vinification se fait en blanc. La troisième méthode implique une courte macération à froid. Puis sont assemblés jus de goutte (première méthode) et jus de presse (seconde méthode). Obtenu par ses trois types de vinification, où la maîtrise des températures est une nécessité, un vin rosé a une robe qui s'apparente à celle d'un vin rouge très clair, plus le fruit et la fraîcheur des vins blancs.

### Terroirs et vins

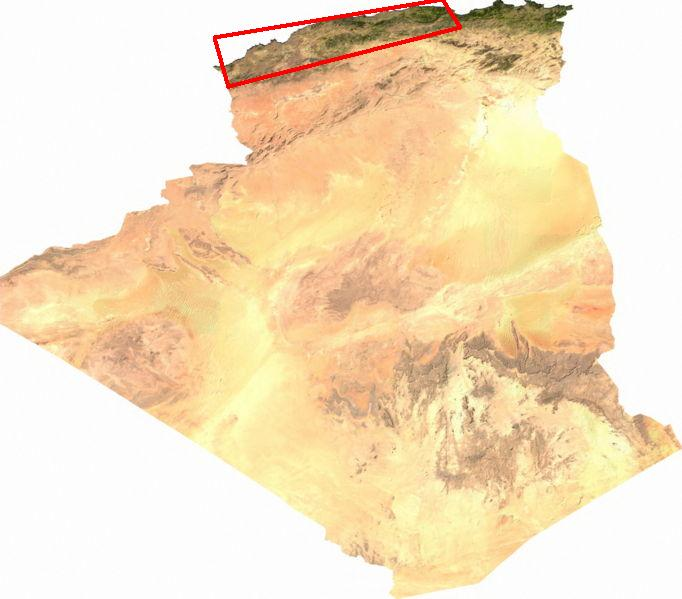
Situation géographique du vignoble algérien
(limites dans l'encadré rouge).

Avant l'indépendance, de grandes marques s'étaient fait un renom dont Le Royal Kébir ou l'Impérial Kébir, ainsi que des vins de domaine comme le clos Fallet de Medéa, la Trappe de Staouéli, les coteaux de l'Arrach, le Château-Romain et le clos Adélia. Les régions de Médéa, Berrouaghia, Miliana, Aïn Bessem, Bouïra, Tlemcen et Mascara avaient été classées par l'INAO en VDQS. Actuellement, les vins de qualité sont signalés par le label VAOG (Vin d'appellation d'origine garantie).

#### Algérois
- Haut Dahra : comprend le territoire de l'ouest de l'Algerois, dont les vignobles occupent des terrains de nature variée situés à une altitude moyenne de 600 mètres. Les cépages utilisés pour la production des vins blancs sont : clairette pointue, maccabeo, grenache blanc, et furmint ; pour les vins rouges : cinsault, carignan, grenache noir, pinot noir, grenache rose, syrah, morastel et alicante-bouschet.
- Ain-Bessem-Bouira : zone située au sud-est d'Alger sur des terrains calcaires et schisteux, à une altitude moyenn d'environ 500 mètres, qui produit en particulier des vins rouges robustes et des vins rosés alcooliques et fruités. Les cépages pour les vins blancs sont : clairette pointue, tizourine bou afrara, farhana, el-maoui et maccabeo ; pour les vins rouges : cinsault, carignan, grenache, cabernet-sauvignon, pinot noir, grenache et alicante-bouschet.
- Coteaux du Zaccar : zone située près de Miliana, au sud-ouest d'Alger, qui comprend des terrains argileux et calcaires à une altitude comprise entre 400 et 900 mètres. Les cépages pour les vins blancs sont : clairette pointue, tizourine bou afrara, farhana, el-maoui, maccabeo et chardonnay ; pour les vins rouges : cinsault, carignan, grenache noir, pinot noir, syrah et alicante-bouschet.

#### Médéa

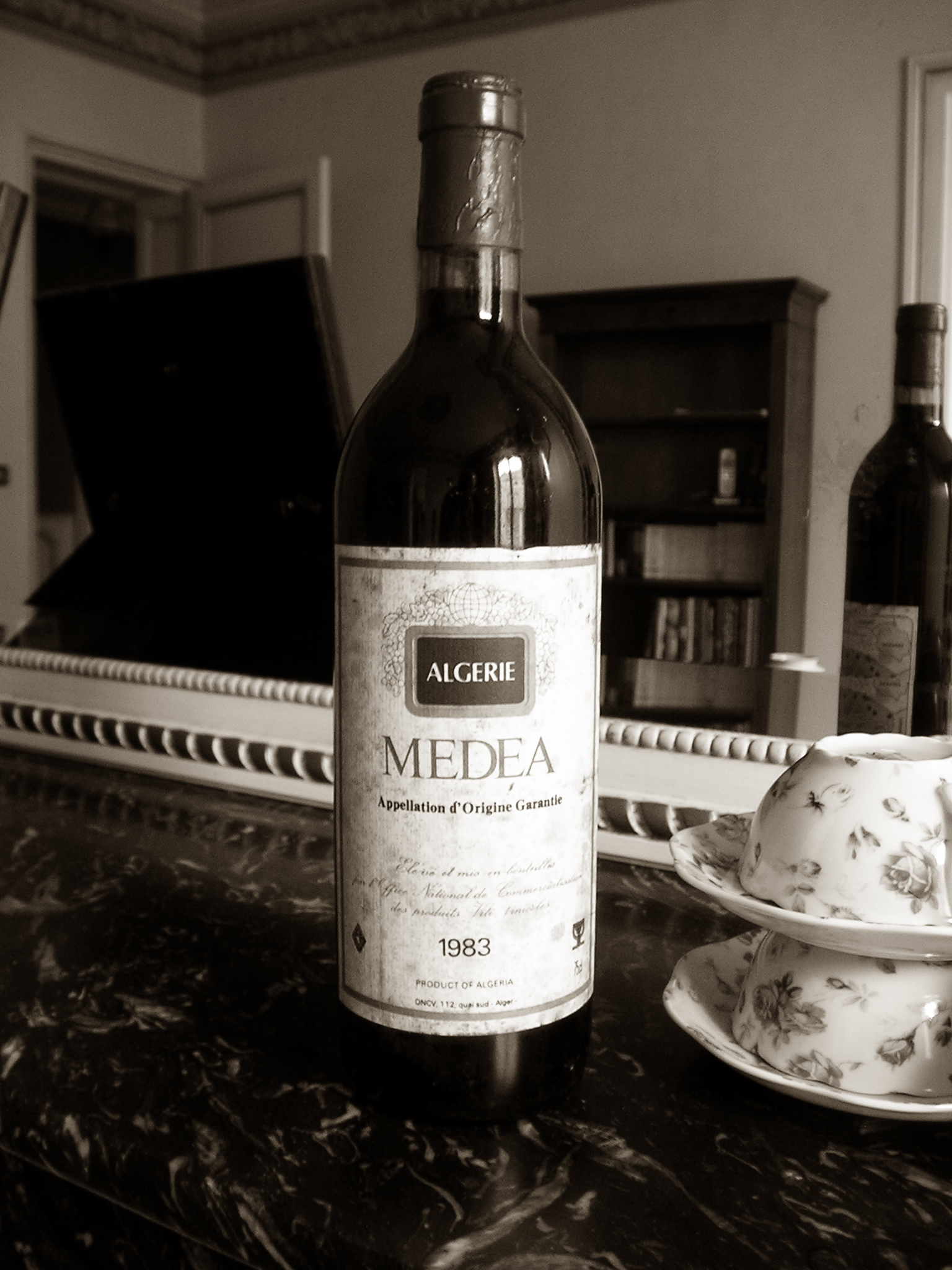
Bouteille d'un millésime 1983 du vin de Médéa.

- Médéa : territoire situé au sud d'Alger qui comprend des terrains sableux ou marneux, à une altitude comprise entre 600 et 1 200 mètres. Les cépages pour vins blancs sont les mêmes que ceux des coteaux du Zaccar avec, en plus, le merseguerra et furmint ; pour les vins rouges : cinsault, cabernet-sauvignon, cabernet franc, pinot noir, morastel, mourvèdre et alicante-bouschet.

#### Oranie

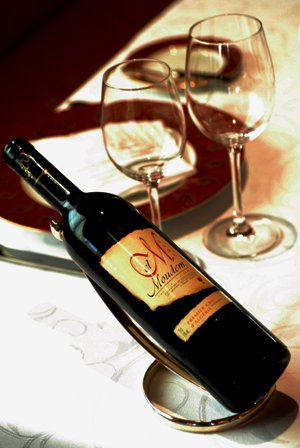
Les Grands Crûs de l'Ouest.

- Coteaux de Mascara : zone calcaire située au sud-ouest d'Alger, qui produit des vins privés de finesse. Les vins produits jusqu'à une altitude de 200 mètres prennent le nom de « Mascara », et de « coteaux de Mascara » quand l'altitude tourne autour de 600 à 800 mètres. Les cépages pour vins blancs sont : clairette pointue, tizourine bou arara, farrana, el maoui, furmint et chardonnay ; pour les vins rouges : cinsault, carignan, grenache noir et cabernet-sauvignon,
- Coteaux de Tlemcen,
- Relizane,
- Dahra
- Tessalah[24].

#### Constantinois
- Annaba
- Skikda
- Bejaïa

### Structure des exploitations

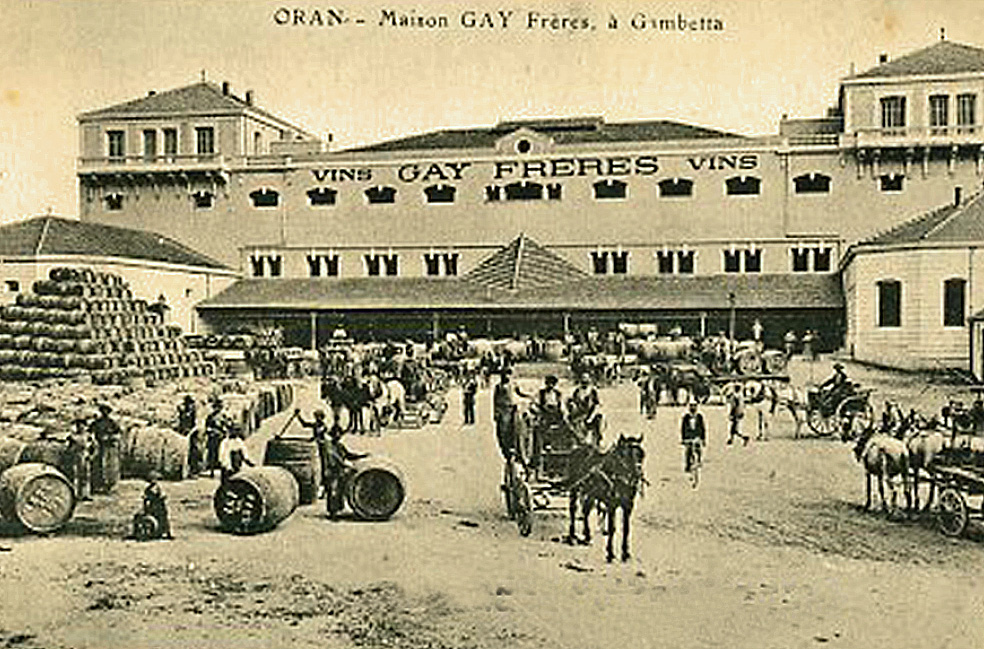
Société vinicole Gay frères, à Oran, quartier Gambetta, au début du XXe siècle.

En 1936, alors que le vignoble atteignait le maximum de sa superficie, la moyenne par exploitant viticole était de 12,65 hectares. Face aux volumes de production arrivant en France, le Parlement décida de légiférer en diminuant la superficie du vignoble algérien. La loi votée le 4 juillet 1931 imposa l'arrêt des nouvelles plantations tout en laissant encore la liberté de planter 10 hectares aux viticulteurs installés. Cette mesure symbolique ne suffit pas et la loi du 8 juillet 1933 réduisit cette possibilité à 3 hectares. Une nouvelle loi fut votée le 24 décembre 1934 pour suspendre toute nouvelle plantation mais elle prévoyait que des exceptions seraient accordées pour les vignes réservées à la consommation familiale du viticulteur, pour tout agriculteur n'en possédant pas et pour permettre le renouvellement du vignoble. 

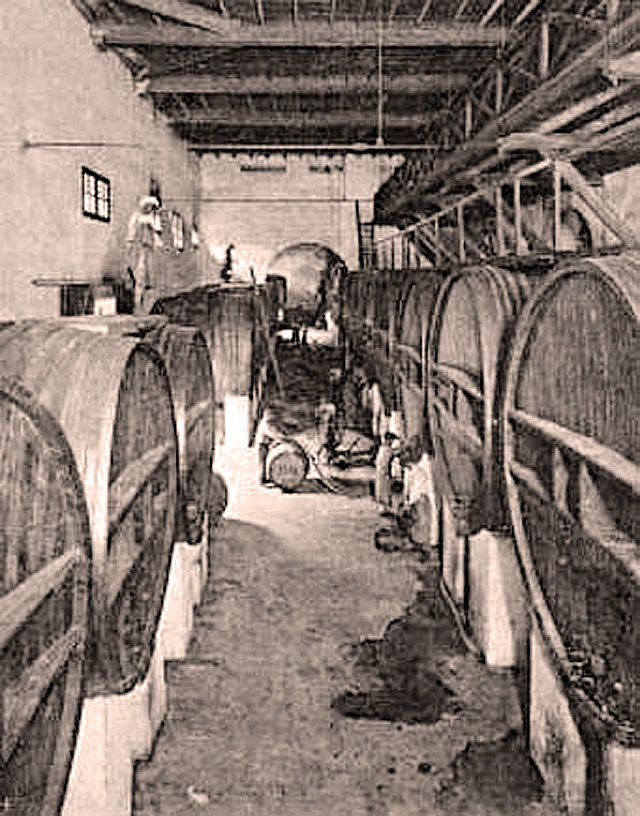
Cave de l'abbaye de Notre-Dame de Staoueli en 1902.

Le dispositif législatif se révélant inefficace, le gouvernement français publia le 25 juillet 1935 un décret sur l'arrachage volontaire des vignes. Puis, la loi du 20 août 1940 imposa que toute exploitation viticole d'au moins 5 hectares réduisit de 10 % sa surface. Ces dispositions permirent de réduire la surface moyenne de chaque viticulteur à 11,95 hectares, en 1958, puis à 10,95 hectares en 1959.
Edgar Scotti, un des historiens du vignoble algérien, a calculé que « en 1939, la production reposait sur 31 569 viticulteurs qui cultivaient 394 512 hectares et produisaient 17 874 900 hectolitres. Vingt ans après, en 1959, ils étaient 31 906, soit 1,06 % de plus mais ils ne cultivaient plus que 349 670 hectares, soit 11,40 % [en moins] et récoltaient 18 600 000 hectolitres soit 4,05 % en plus ».
En 1959, le département d'Oran était le premier département viticole d'Algérie avec 26 235 viticulteurs, celui d'Alger n'en avait que 5 059. Le département de Constantine, dans les deux décennies passées, avait perdu 36 % de ses viticulteurs qui étaient passés de 957, en 1939, à 612. Plus le nombre des viticulteurs était important, moins la surface viticole l'était. Dans l'Oranais, la moyenne était de 9,38 hectares par exploitation, dans l'Algérois, de 17,22 hectares et dans le Constantinois, elle atteignait 26,74 hectares.

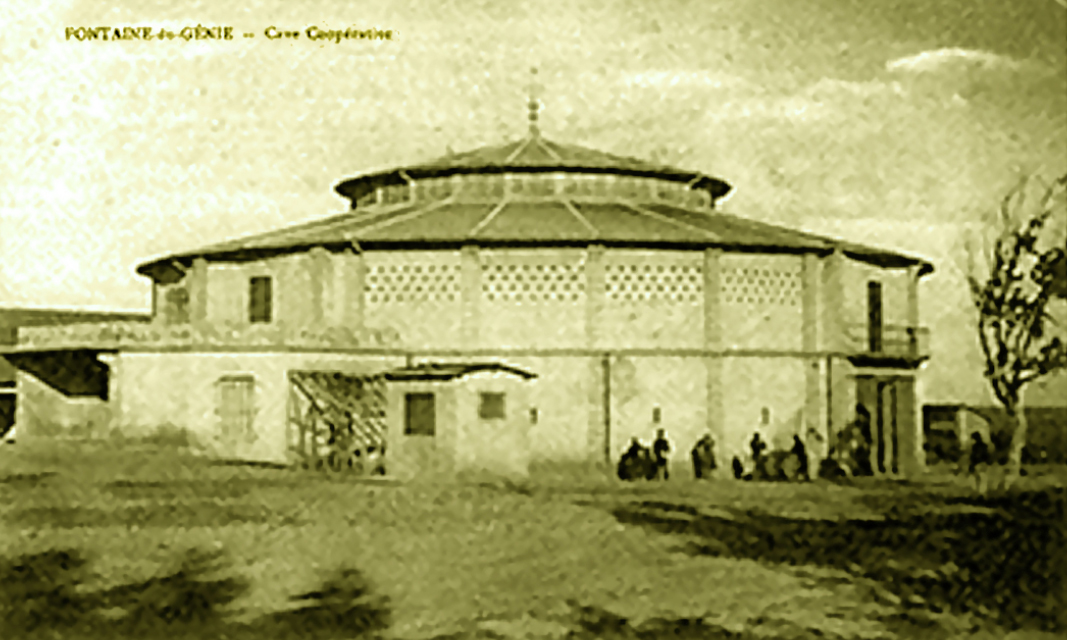
Cave coopérative de Fontaine-du-Génie, en 1908.

L'Algérie, sous l'époque coloniale avait donc une majorité de petits viticulteurs. En 1939, 186 exploitations  viticoles, généralement des sociétés, vinifiaient plus de 10 000 hectolitres. En 1959, ce chiffre était descendu à 153, ce qui représentait 0,5 % des 31 906 propriétés viticoles. Par contre, il y avait 22 470 viticulteurs, soit 71 %, qui vinifiaient moins de 300 hectolitres par an.
Nombre de ces petits producteurs se retrouvaient en caves coopératives. La première fut créée en 1904 à Dupleix dans le département d'Alger. En 1928, 92 caves avaient été mises en service dont 59 dans l'Algérois, 13 dans l'Oranais et 20 dans le Constantinois. Ce chiffre atteignit 188 en 1959 dont 94 pour le département d'Alger, 78 pour le département d'Oran et 16 pour le département de Constantine.

## Les entreprises vinicoles
Il existe 04 producteurs de vin dans le secteur privé, en plus de la société étatique SOTRAVIT (ex-ONCV), qui est l'acteur dominant de cette filière avec 65 % de parts du marché local contre 35 % au secteur privé.
- La Société de Transformation Viticole (Sotravit), Ex Office national de commercialisation des produits vitivinicoles (ONCV)[26].
- Les Grands Crus de l'Ouest à Oran[27].
- Les vignobles de l'Oranie à Oran
- Hadj Kadi à Ain Temouchent
- Palikao à Mascara[28].

## Filière vitivinicole et commercialisation

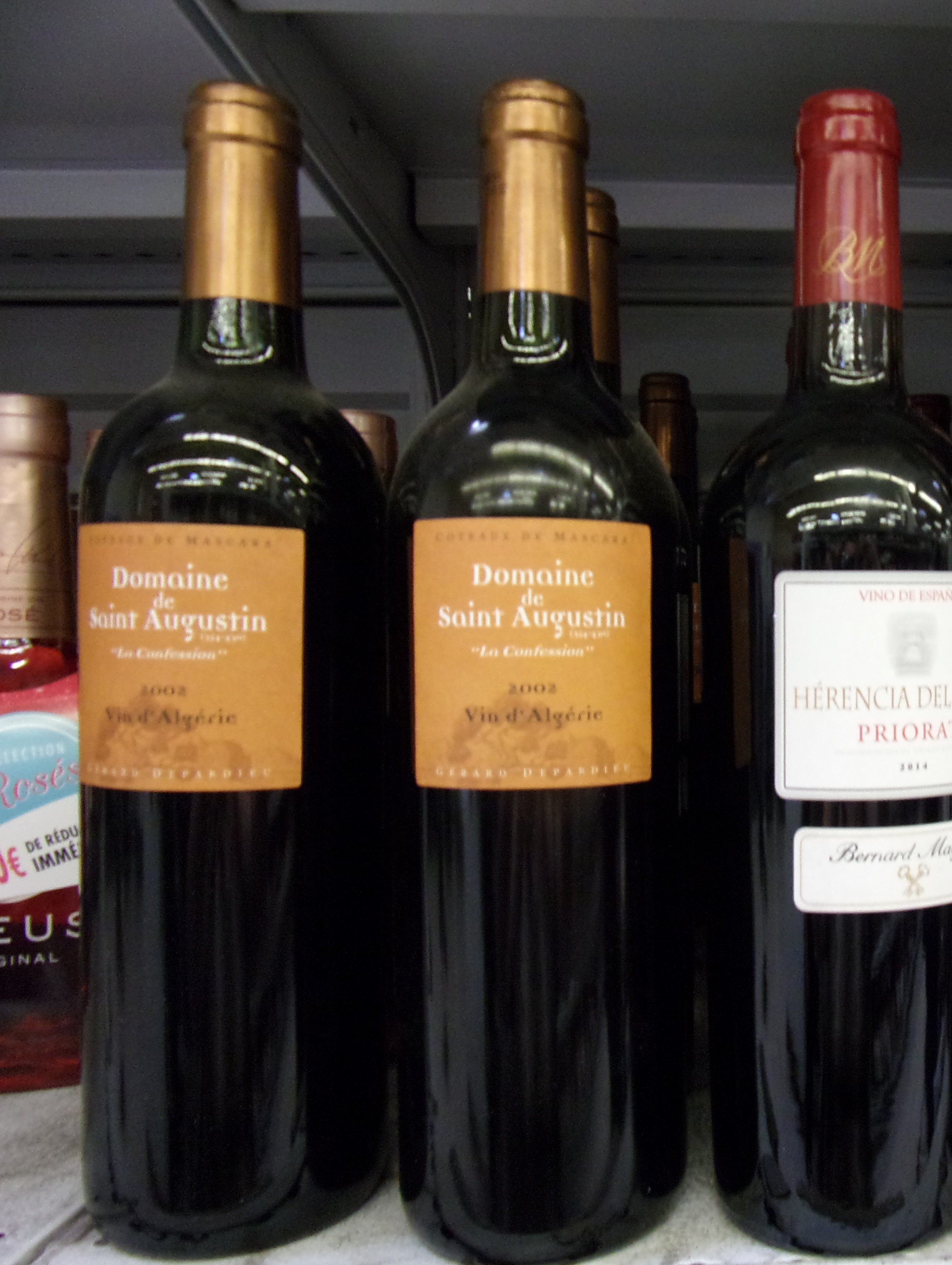
Bouteilles de Saint Augustin Rouge.

Le marché des exportations, avant 1962 était parti de 7 128 000 hectolitres en 1923 pour atteindre 17 125 000 hectolitres en 1938. L'année suivante, il chuta, à cause de la Seconde Guerre mondiale, à 8 500 000 hectolitres. Dans l'exportation algérienne vers la France, les vins représentaient chaque année entre 43 et 67 % de la valeur totale. L’Algérie est devenue un grand producteur d'eau de vie similaire au cognac, exportée vers beaucoup de pays notamment vers la Russie. En plus de la France et la Russie, les autres marchés du vin algérien sont le Royaume-Uni, la Suisse, l'Afrique du Sud, l'Allemagne, la Belgique, les États-Unis et le Canada. En 2007, ces exportations de vin représentaient environ 25 % de la production agricole nationale.
Durant les années 2010, la politique agricole ambitieuse et volontariste des autorités algériennes ne s'est pas étendue à la filière viticole. Les exportations se sont effondrées (passées de 24 000 à 2 000 hectolitres entre 2007 et 2015) et les ventes sur le marché local ont fortement diminué, notamment en raison de la concurrence des vins étrangers, dont les importations sont passées de 7 000 à 37 000 hectolitres entre 2007 et 2015.